# Usus in renatis
Der lateinische Begriff Usus in renatis (‚Gebrauch [des Gesetzes] bei den Wiedergeborenen‘) oder auch der „dritte Gebrauch des Gesetzes“ (latein. tertius usus legis) bezeichnet in der evangelischen Theologie die dritte Aufgabe des Gesetzes, nämlich seine Geltung auch für die Christen. Damit gehört dieser Begriff in den Zusammenhang der Auseinandersetzung der Reformatoren um das Verhältnis von Gesetz und Evangelium.

## Der zweifache Gebrauch des Gesetzes bei Luther
Martin Luther unterschied zwischen einem usus legis civilis, dem bürgerlichen Recht, und einem theologischen Gebrauch. Der erste Gebrauch des Gesetzes verhindere durch Strafandrohung das Böse. Diese Anwendung des Gesetzes gelte für die weltliche Gesellschaft, könne aber nichts Gutes bewirken, sondern sei vielmehr nur ein Beleg für die Ungerechtigkeit der Welt. Nach Röm 13,1  habe Gott dieses bürgerliche oder auch natürliche Gesetz in die Hand der weltlichen Obrigkeit gegeben (siehe: Zwei-Reiche-Lehre).
In Luthers Rechtfertigungslehre besteht „das vornehmste Amt oder Kraft des Gesetzes“, der usus elenchticus oder theologicus, in der Aufdeckung der völligen Verderbnis der menschlichen Natur durch die Erbsünde und der Überführung der Unfähigkeit des Menschen zum Guten. Er könne daher nur durch den Glauben an das Evangelium gerettet werden. In der Festlegung von Geboten als Lebensregel auch für die Christen sah er die Gefahr der Werkgerechtigkeit, denn das Gesetz könne ja nichts Gutes bewirken. Gesetz und Evangelium sind somit bei Luther Gegensätze. Die Gläubigen sind deshalb nicht an das Gesetz gebunden. Der Usus in renatis kommt daher in Luthers Schriften nicht vor.

## DerUsus tertius legisbei  Melanchthon
Erstmals wurde der dreifache Gebrauch des Gesetzes von Philipp Melanchthon in der zweiten Auflage seiner Loci communes rerum theologicarum 1535 formuliert. Der usus politicus diene der Aufrechterhaltung der äußeren Ordnung, der usus elenchticus (der aufdeckende Gebrauch) der Erkenntnis der Sünde und der daraus folgenden Angewiesenheit auf die Gnade Gottes. Das Gesetz verdamme den Gläubigen, der ja bereits erlöst wurde, nicht, sondern diene ihm im usus in renatis als göttliche Richtlinie für die Lebensführung.
Dieser Auffassung folgte die Konkordienformel von 1577. Sie verurteilte die Auffassung, dass der wiedergeborene Christ das Gesetz nicht mehr benötige (Art. 6: „Vom dritten Brauch des Gesetzes“).

## DerUsus tertius legisbei Calvin
Für Johannes Calvin hat das Gesetz ebenfalls diese drei Aufgaben: Es diene als Zuchtmeister des  sündigen Menschen, indem es sein Gewissen anregen (usus elenchticus) und ihn zur Gerechtigkeit zwingen (usus politicus) solle. Sein eigentlicher Zweck sei es aber, den Gläubigen zu belehren und zu erziehen. Usus in renatis meint dabei die Anwendung des Gesetzes für das Leben in Heiligung. Die einzelnen Gebote sind dabei dem Gläubigen verpflichtend auferlegt. Dass er sie vollbringen kann, ist das Wirken des Heiligen Geistes und Beweis für die Erwählung. Sowohl die Confessio Gallicana als auch der Heidelberger Katechismus übernahmen diese Einteilung, die das Gesetzesverständnis der reformierten Kirchen prägt.